# Chiclistekelstaart
De Chiclistekelstaart (Synallaxis spixi) is een zangvogel uit de familie Furnariidae (ovenvogels). Deze vogel is genoemd naar de Duitse natuuronderzoeker Johann Baptist von Spix.

## Verspreiding en leefgebied
Deze soort komt voor van zuidoostelijk Brazilië tot oostelijk Paraguay, Uruguay en noordoostelijk Argentinië.

## Status
De grootte van de populatie is niet gekwantificeerd maar de soort wordt omschreven als algemeen. Op de Rode lijst van de IUCN heeft deze soort de status niet bedreigd.